# 徳永正利
徳永 正利（とくなが まさとし、1913年8月25日 - 1990年9月23日）は、日本の政治家。位階は従二位勲一等、勲章は旭日桐花大綬章。参議院議長（第14代）、運輸大臣（第43代）、参議院議員（5期）。山口県下関市（旧菊川町）出身。

## 経歴
海軍通信学校卒業。海軍中尉で終戦を迎える。日本遺族会に入り、同事務局長や日本遺族厚生連盟を歴任して1959年の第5回参議院議員通常選挙に全国区から自由民主党公認で出馬し初当選。政務では、参議院の大蔵委員長や議院運営委員長、第2次田中角栄第1次改造内閣で運輸大臣を歴任。党務では、参議院幹事長、総裁が福田、大平の下では参議院議員会長を歴任。党内では佐藤派→田中派→竹下派に所属した。
1980年の衆参同日選で陣頭指揮を執り自民党は圧勝、参議院議長に就任。1982年に公職選挙法改正案（地方区・全国区制から都道府県地方選挙区・各政党比例代表制へ変更）を成立させた。1983年の参院選後に議長を退任。1989年の参議院選挙には立候補せず引退。同年11月に勲一等旭日桐花大綬章を受章。
1990年9月23日、死去した。77歳没。同日、特旨を以て位を十一級追陞され、正八位から従二位に叙された。

## 元秘書
- 吉井惇一 - 山口県防府市長。
- 荒井広幸 - 元参議院議員。

## 選挙歴
| 当落                        | 選挙                     | 施行日        | 選挙区   | 政党       | 得票数  | 得票率 | 得票順位 /候補者数 | 比例区 | 比例順位 /候補者数 |
| --------------------------- | ------------------------ | ------------- | -------- | ---------- | ------- | ------ | ------------------ | ------ | ------------------ |
| 当                          | 第5回参議院議員通常選挙  | 1959年6月2日  | 全国区   | 自由民主党 | 276,000 |        | 50/123             | -      | -                  |
| 当                          | 第7回参議院議員通常選挙  | 1965年7月4日  | 全国区   | 自由民主党 | 490,281 |        | 35/99              | -      | -                  |
| 当                          | 第9回参議院議員通常選挙  | 1971年6月27日 | 全国区   | 自由民主党 | 577,559 |        | 33/106             | -      | -                  |
| 当                          | 第11回参議院議員通常選挙 | 1977年7月10日 | 全国区   | 自由民主党 | 838,427 |        | 19/102             | -      | -                  |
| 当                          | 第13回参議院議員通常選挙 | 1983年6月26日 | 比例代表 | 自由民主党 |         |        |                    | 1      | -                  |
| 当選回数5回 （参議院議員5） |                          |               |          |            |         |        |                    |        |                    |